# 諾姆·凱許
諾曼·道爾頓·凱許（英語：Norman Dalton Cash，1933年11月10日—1986年10月11日），為美國職棒大聯盟的一壘手。生涯曾效力過白襪與老虎等隊。他生涯累計377轟一度排在美聯左打史上第四，在老虎隊擊出373轟更是名列隊史第二。

## 職業生涯
1955年，凱許參加NFL選秀被芝加哥熊選走。不過他拒絕加入NFL，而是和芝加哥白襪簽約。1957年，他加入美軍服役一年，並在1958年登上大聯盟。1959年，他出賽59場比賽，最後白襪成功闖進世界大賽。但凱許上場代打四次都以出局收場，最後道奇4勝2敗擊敗白襪拿下世界大賽冠軍。1959年12月，白襪和印地安人發動一樁8人交易，凱許最後加入印地安人。但他很快就被交易到老虎，印地安人換來Steve Demeter。
1960年，凱許寫下單季無雙殺打的紀錄，為美聯史上第一人。1961年，他繳出聯盟最高的3成61打擊率，並敲出41轟與132分打點。但那年洋基隊的羅傑·馬里斯敲出了破美聯紀錄的61轟，拿下了美聯MVP。雖然老虎隊在那年拿下101勝61敗，是1934年後隊史最佳戰績。但洋基隊拿下109勝，老虎隊依然跟世界大賽無緣。儘管凱許在MVP票選上拿下第四名，但後來他承認該年他有使用夾心棒打擊。隔年他的打擊率掉到2成43，之後更是連100分打點和100次得分都無法達成。
在此之後，大家的目光都聚焦在「老虎先生」艾爾·卡萊恩身上。儘管如此，凱許依舊成為美聯唯一一位在1960年代年年敲出20轟的選手。他也3度單季在全壘打榜上拿下第二名。
1968年世界大賽，凱許繳出3成85的打擊率，並敲出1轟。第七場的7局上，凱許在2出局後敲安，最後老虎隊攻下3分，以4比1擊敗紅雀奪冠。1972年美國聯盟冠軍賽，凱許在首戰敲出全壘打。不過最後老虎輸掉比賽，也輸掉了系列賽。1974年，他因為打擊率僅2成28，因此在8月遭到老虎釋出。

## 個人生活
在退休後，凱許在壘球隊打了兩年球。1976年，他成為節目《Monday Night Baseball》的球評。1981年到1983年，他在老虎隊擔任球評。
1986年10月，凱許在密西根湖的比佛島碼頭上因為滑倒跌入水中溺斃，享年52歲。後來經酒測後發現凱許的體內酒精濃度為0.18。2001年，他入選德州運動名人堂。
凱許也是大聯盟目前唯一一位拿下2次東山再起獎的選手。

## 生涯打擊成績
| 出賽次數 | 打席 | 打數 | 得分 | 安打 | 二安 | 三安 | 全壘打 | 打點 | 盜壘 | 保送 | 三振 | 打擊率 | 上壘率 | 長打率 | OPS  |
| -------- | ---- | ---- | ---- | ---- | ---- | ---- | ------ | ---- | ---- | ---- | ---- | ------ | ------ | ------ | ---- |
| 2089     | 7914 | 6705 | 1045 | 1820 | 241  | 41   | 377    | 1104 | 43   | 1043 | 1091 | .271   | .374   | .488   | .862 |

## 外部連結
- 球員資訊和成績在MLB，ESPN，Baseball-Reference，Fangraphs（英文）
- 諾姆·凱許在台灣棒球維基館上的頁面（繁體中文）